# Terrapieno

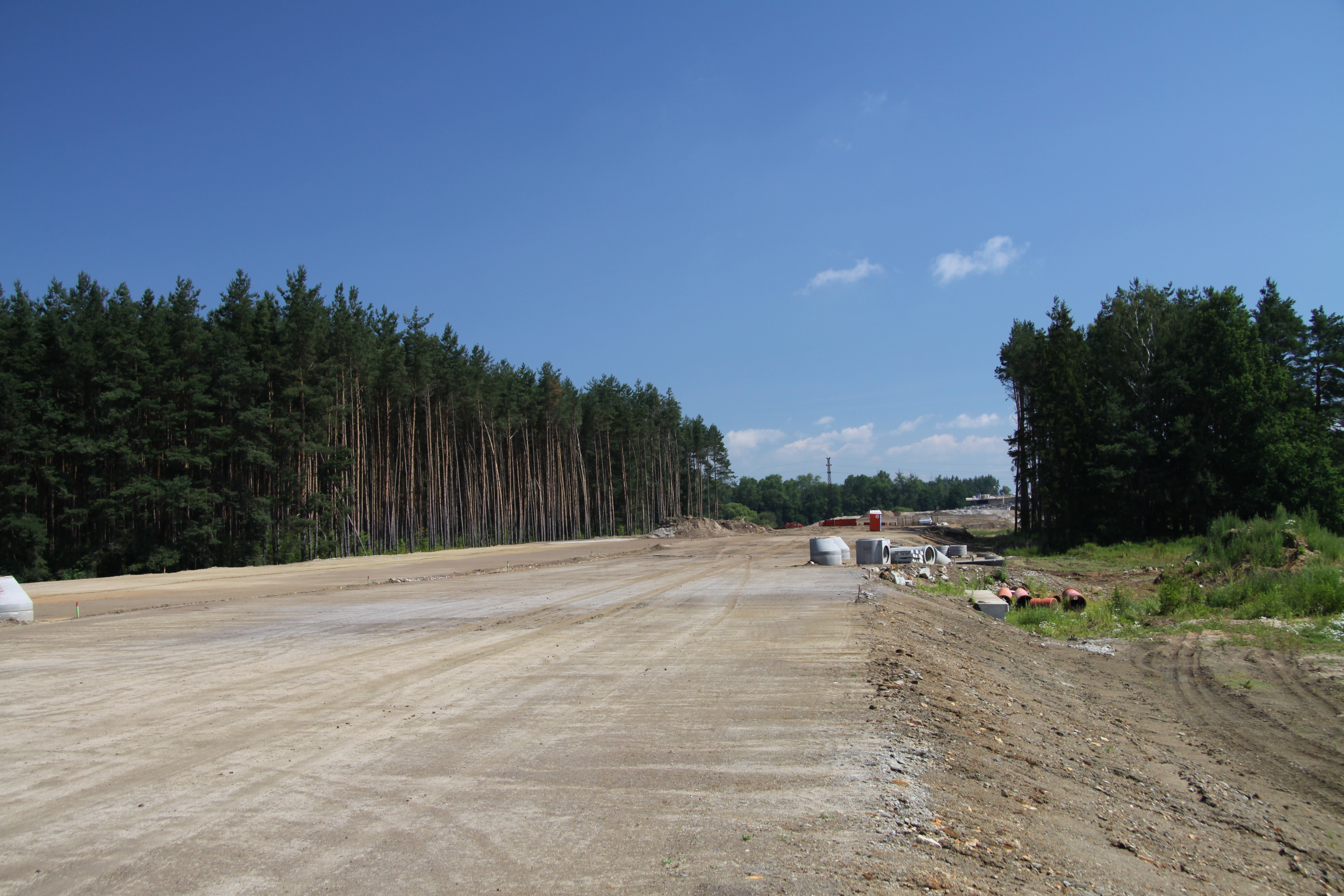
Terrapieno per l'autostrada ceca D3 in costruzione

Il terrapieno è un accumulo di terreno realizzato artificialmente per vari scopi. Può essere sistemato in modo da autosostenersi oppure raccolto all'interno di opere di sostegno. Viene utilizzato principalmente per sostenere la base di strade e ferrovie (in questi casi viene spesso chiamato rilevato), per rinforzare muri o argini, per formare dighe di modesta altezza, e per creare terrazzamenti.
In passato è stato molto utilizzato nella costruzione di fortificazioni. Usato già dalla protostoria (l'Aggere romano), il suo uso fu incrementato quando comparvero le armi da fuoco; la massa del terrapieno riusciva a contrastare la forza dirompente dei proiettili.